# System wiązany
System wiązany - system kompozycji przestrzennej wnętrz budowli, często sakralnych, w których na jedno przęsło nawy głównej przypadają dwa przęsła nawy bocznej. Związany był z konstrukcją późnoromańskich i gotyckich sklepień żebrowych opartych na planie kwadratu. System przestał być stosowany po wprowadzeniu sklepień opartych na planie prostokąta.